# حمد الحمد (كاتب)
حمد عبد المحسن الحمد كاتب كويتي، من مواليد الكويت في منطقة المرقاب عام 1954م.

## السيرة الذاتية
- عضو رابطة الأدباء في الكويت.
- عضو جمعية الصحفيين الكويتية.
- له اهتمامات بالشعر والدراسات الاجتماعية النقدية والفكرية.
- بدأ رحلته في كتابة القصة القصيرة في يوليو 1969م عندما كتب أول قصة قصيرة، وكان آنذاك عضواً بأحد الأندية الصيفية التابعة لوزارة التريية.
- كتب العديد من المقالات في النقد الاجتماعي والأدبي في الصحف والمجلات المحلية.
- ساهم بنشاط ملحوظ في «ملتقى القصة» الذي نظمته رابطة الأدباء الكويتيين في مارس 1994م. وشارك في تقديم أمسية قصصية في رابطة الأدباء في الكويت.
- قرأ أمهات الكتب في النقد والتراث، وقرأ لمعظم كتاب القصة في الوطن العربي والعالمي.

اختيرت قصته «عودة أسير» من مجموعة «ليالي الجمر» لتدرس ضمن مقرر «أدب الاحتلال» على طلبة الأدب العربي كلية الآداب جامعة الكويت. وقد جاء هذا الاختيار ضمن دور الأدب الكويت في التعبير عن محنة الاحتلال الآثم، وتأكيداً لدور الكلمة الوطنية، كما اختيرت أعماله القصصية لتنشر عبر شاشة تلفزيون الإمارات العربية المتحدة بواسطة خدمة «الجلفاكس».

## من أقواله
- إن الكاتب الذي لا يقرأ ليس بكاتب، فالكتابة هي اختزال للافكار، لهذا لا أاتصور كاتب مقالة أو قصة لا يقرأ، فمن خلال القراءة تتولد الأفكار، وأعني بالقراءة قراءة الكتب، وليس الاكتفاء بقراءة الصحف، من خلال قراءاتي لأمهات الكتب، وخاصة كتب التراث اكتشفت روعة تراثنا الإسلامي، وبالاطلاع على ثقافات الأمم الأخرى نكتشف الإبداع والتميز.[1]
- يقول الأستاذ حمد الحمد حول مواصلة الكتابة لديه: لقد تحولت المسألة الكتابية لدي من مسألة ارتباط ذاتي إلى مسألة ارتباط بالمجتمع، والناس هم الذين يدفعونني للكتابة ويشجعونني، إن المجتمع الذي أنتمي اليه يعطيني الدفع الدائم للاستمرار في الكتابة.

## شهاداته
- حصل على الثانوية العامة في 1973م - 1974م
- في عام 1977م حصل على ليسانس الآداب - جامعة الكويت

## عمله
- عمل بوظيفة إدارية بشركة نفط الكويت.
- عمل بمنصب قيادي في البنك التجاري الكويتي عام 1982م.

## مؤلفاته
مجموعات قصصية
- مناخ الأيام - 1988
- ليالي الجمر - 1991
- عثمان وتقاسيم الزمان - 1994.

روايات 
- زمن البوح – البدايات – 1997
- مساحات الصمت - 1999
- الأرجوحة - 2002 تحولت لمسلسل تلفزيوني من 30 حلقة.
- مساءات وردية - 2004 طبعة رابعة – الدار العربية للعلوم بيروت
- زمن البوح – التحولات - 2009
- اختطاف.. أولاً -2011 عن دار الفراشة - الكويت
- اختطاف.. ثانياً – 2014 عن الدار العربية للعلوم – بيروت طبعة ثانية.
- سنوات الحضور والغياب. 2021.[3]
- نجمة أولاً وأخيراً: حكاية البطة المصرية. 2023.[4]

كتب بحثية وتوثيقية
- مسافات الحلم - سيرة وثائقية 2005.
- الكويت والزلفي هجرات وعلاقات واسر ج1 وج 2 – الدار العربية للعلوم - بيروت.
- حديث الديوانية 2012 - عن دار أفاق للنشر - الكويت.
- بين الصلاتين ومسجد مول 2014- عن دار شمس القاهرة.
- فايق عبدالجليل..رحلة الإبداع والأسر والشهادة - أفاق الكويت 2014.
- هناك حيث الرف العالي – قراءات في السرد الشبابي الكويتي الجديد - 2014- عن دار أفاق – الكويت.
- فهد راشد بورسلي: شاعر الكويت ورحلة الإبداع والتمرد والمعاناة – عن دار جداول بيروت – 2015.
- شعراء الكويت في قرنين.. صفحات من تراث الشعبي والنبطي في الكويت عن دار جداول – بيروت 2015 .
- أحمد مشاري العدواني: من مقاعد الأزهر إلى ريادة التنوير 2016.
- موسوعة تراث الشعر الغنائي في الكويت. صدر عام 2017.[5]
- إبراهيم الخالد الديحاني: شاعر الكويت الساخر وصاحب قصيدة البشوت الشهيرة المتوفى عام 1955. صدر عام 2017.[6]
- قال بن غصاب ملامح من قصيد وحياة شاعر الكويت عبد الله بن غصاب المتوفى عام 1939. صدر عام 2017.[7]
- موسوعة تراث الشعر الوطني والحماسي في الكويت. صدر عام 2018.[8]
- الكويت والزلفي: من السِيف إلى النفود نجاحات وروايات منسية 3 (سيرة مجتمعية). صدر عام 2019.[9]
- الدليل الكويتي: الدليل الكويتي الثقافي للآداب والفنون والإعلام. صدر عام 2019.[10]
- الكلمات المنسية والحكمة في تراث الشعر الشعبي. صدر عام 2021.[11]
- يعقوب يوسف الحمد: سيرته وكتابه «ماذا نريد من حكومة الكويت». 2022.[12]
- الكويت في زمن الأربعينيات والخمسينيات: شهود وشهادات. 2022.[13]
- اللهجة الكويتية مسيرة توثيق. 2022.[14]
- نايف المخيمر العتيبي شاعر الفصحى والعامية. صدر عام 2023م.[15]

## جوائز
- فاز عن رواية زمن البوح بالمركز الأول في جائزة أبها في السعودية عام 1998.
- وسام من مجلس التعاون الخليجي لمساهمته في الإبداع عام 2014.

## وصلات خارجية
مقال في جريدة (الجريدة) بعنوان ولن تغيب عنا يا عم فهد البحر